# Vigeois
Vigeois [viʒwa] (okzitanisch Visoas) ist eine französische Gemeinde im Département Corrèze am westlichen Rand des Zentralmassivs. Die Gemeinde ist Mitglied des Gemeindeverbandes Communauté de communes du Pays d’Uzerche. Die Einwohner nennen sich Vigeoyeux(ses).

## Geografie
Tulle, die Präfektur des Départements, liegt ungefähr 30 Kilometer südöstlich, Brive-la-Gaillarde etwa 35 Kilometer leicht südlich und Uzerche rund 8 Kilometer nordöstlich. Das Gemeindegebiet wird von der Vézère sowie deren Zuflüsse Brézou und Loyre durchflossen.

### Nachbargemeinden
Nachbargemeinden von Vigeois sind Les Trois-Saints im Nordwesten und Norden, Uzerche im Norden, Perpezac-le-Noir im Südosten, Saint-Bonnet-l’Enfantier im Südosten, Estivaux und Orgnac-sur-Vézère im Süden sowie  Troche im Westen.

## Geschichte

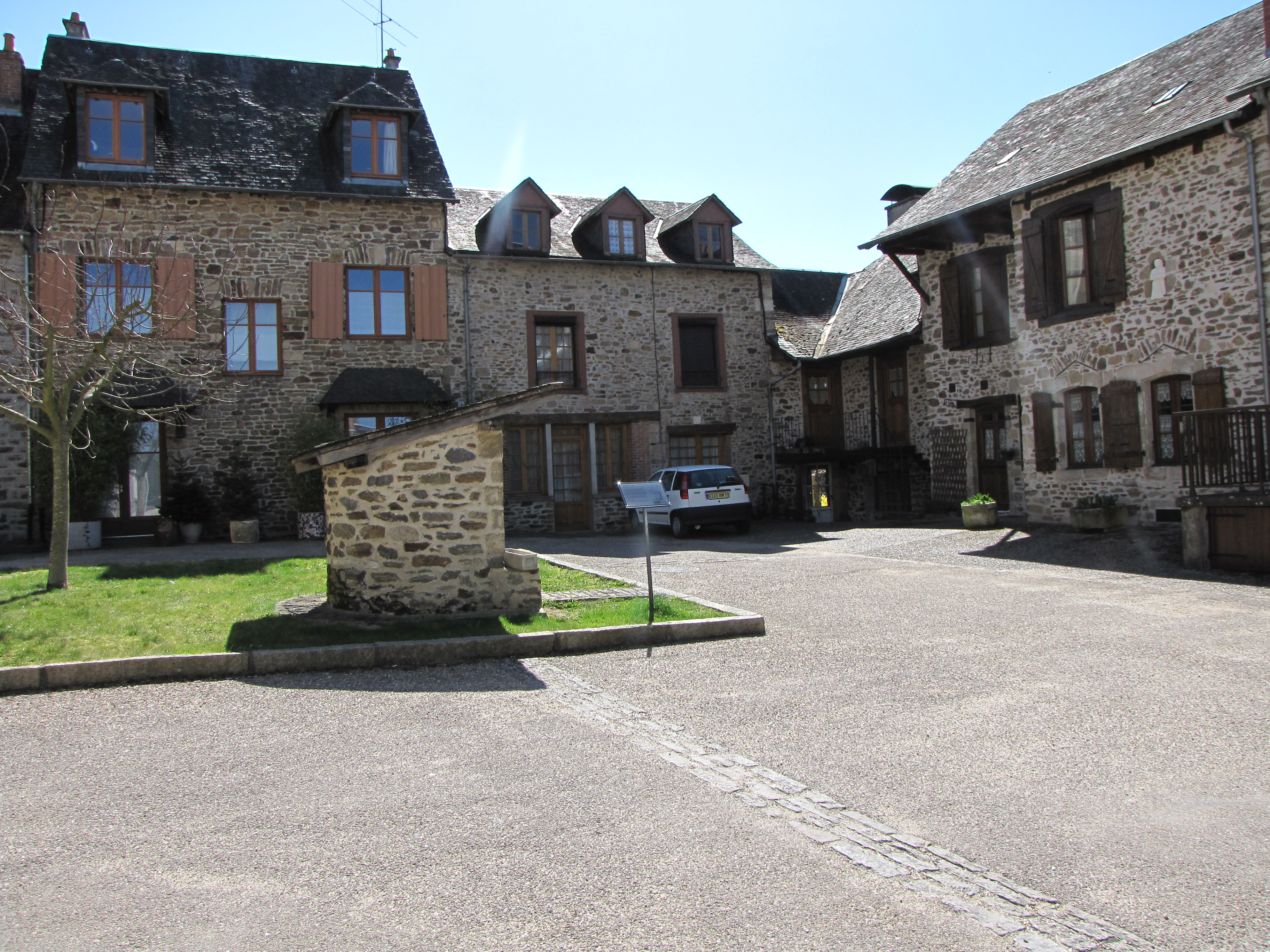
Brunnen in Vigeois

Funde aus der Jungsteinzeit, aus dem 3. Jahrhundert v. Chr. und wiederum Funde aus der gallisch-römischen Zeit bis hin zur ersten Erwähnung einer religiösen Gemeinschaft im 6. Jahrhundert, gegründet 572 durch Aredius von Limoges, belegen eine lange ununterbrochene Besiedlungsgeschichte der Gegend um Vigeois. Der Name war damals allerdings noch Vosia, bis 16. Jahrhundert änderte sich der Name in Vigeas, um später dann die heutige Form anzunehmen. Natürlich litt diese Abtei, wie alle anderen auch, unter den mittelalterlichen Vorkommnissen wie Plünderungen, Überfällen und Brandschatzungen durch die lokalen Herrschaften. Dennoch bestand seit 1082, mit Hilfe der Abtei Saint-Martial de Limoges, eine interne feste Organisation, dazu gehörten auch mehrere Ableger der Abtei in anderen Orten sowie seit dem 12. Jahrhundert eine Bibliothek. Großen Anteil daran hatte Geoffroy du Breuil, auch Geoffroy de Vigeois genannt, Prior der Abtei Saint-Pierre von Vigeois. Er verfasste dort eine Chronik der über den mittelalterlichen Limousin und die ersten Kreuzzüge. Auch während des Hundertjährigen Krieges und der Hugenottenkriege wurde das Kloster mehrfach geplündert und gebrandschatzt. Im 17. Jahrhundert erschlaffte das Klosterleben in Vigeois und die Abtei schloss sich den Benediktinern an. Die Klosterbauten verschwanden nach der Französischen Revolution, übrig blieb nur die Abteikirche. Mit dem Bau der Bahnlinie Paris-Toulouse zwischen 1882 und 1892 entwickelte sich Vigeois signifikant (1886 hatte der Ort über 4000 Einwohner), dabei entstand im Bereich des Bahnhofes ein neues wirtschaftliches Zentrum für die Region.

### Wappen
Beschreibung: In Silber drei rote zum Schildfuß verschobene Balken und jeweils in Silber drei schwarze Hermelinschwänze.

## Bevölkerungsentwicklung
| Jahr      | 1962 | 1968 | 1975 | 1982 | 1990 | 1999 | 2006 | 2017 |
| Einwohner | 1682 | 1497 | 1346 | 1340 | 1210 | 1191 | 1118 | 1195 |

## Sehenswürdigkeiten
- Die Abtei Saint-Pierre, ein Sakralbau aus dem 13. Jahrhundert, ist seit dem 9. Februar 1927 als Monument historique klassifiziert[2].
- Die Brücke der Engländer, eine Brücke über die Vézère

Abtei Saint-Pierre
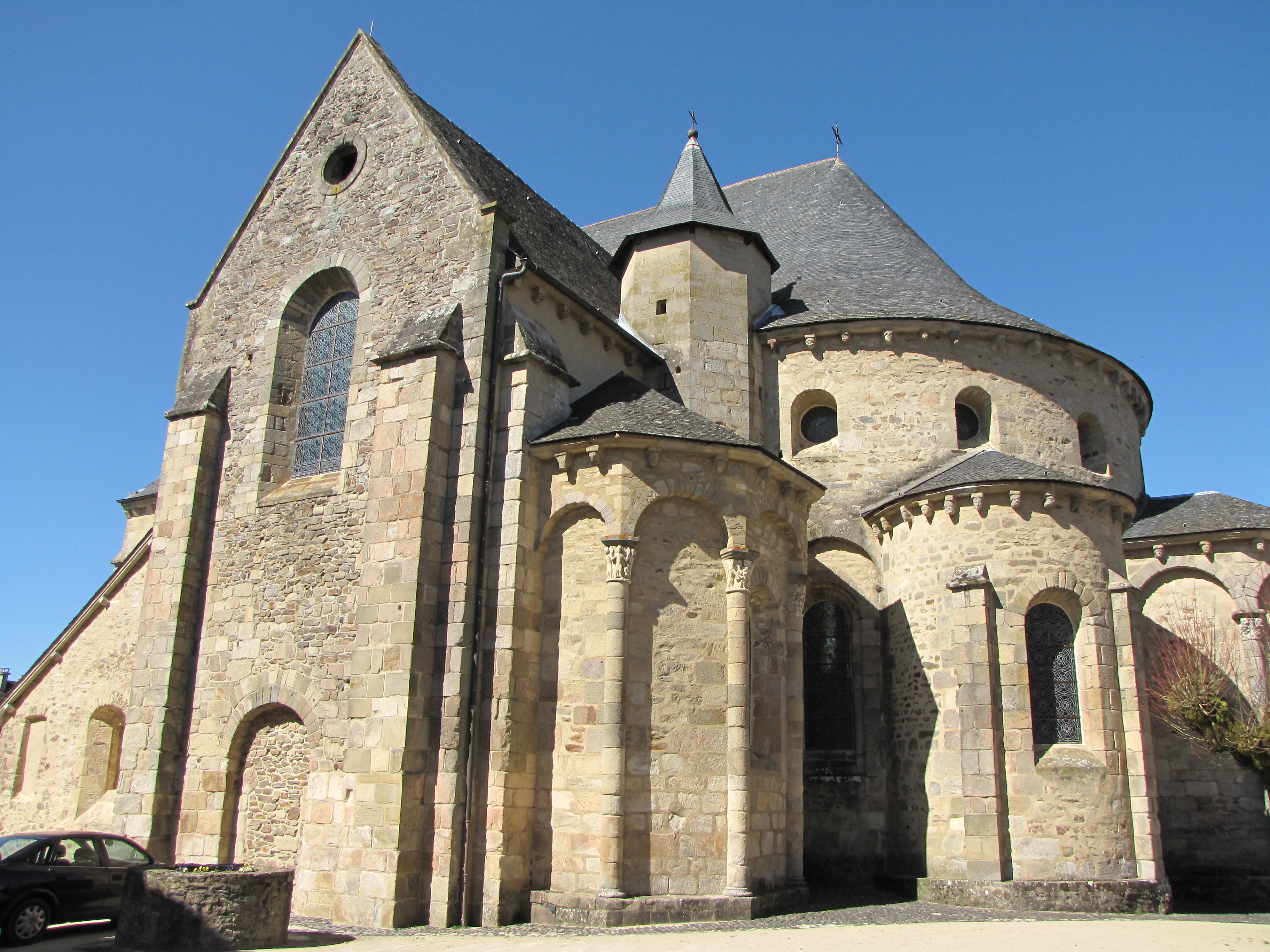
Außenansicht der Apsis
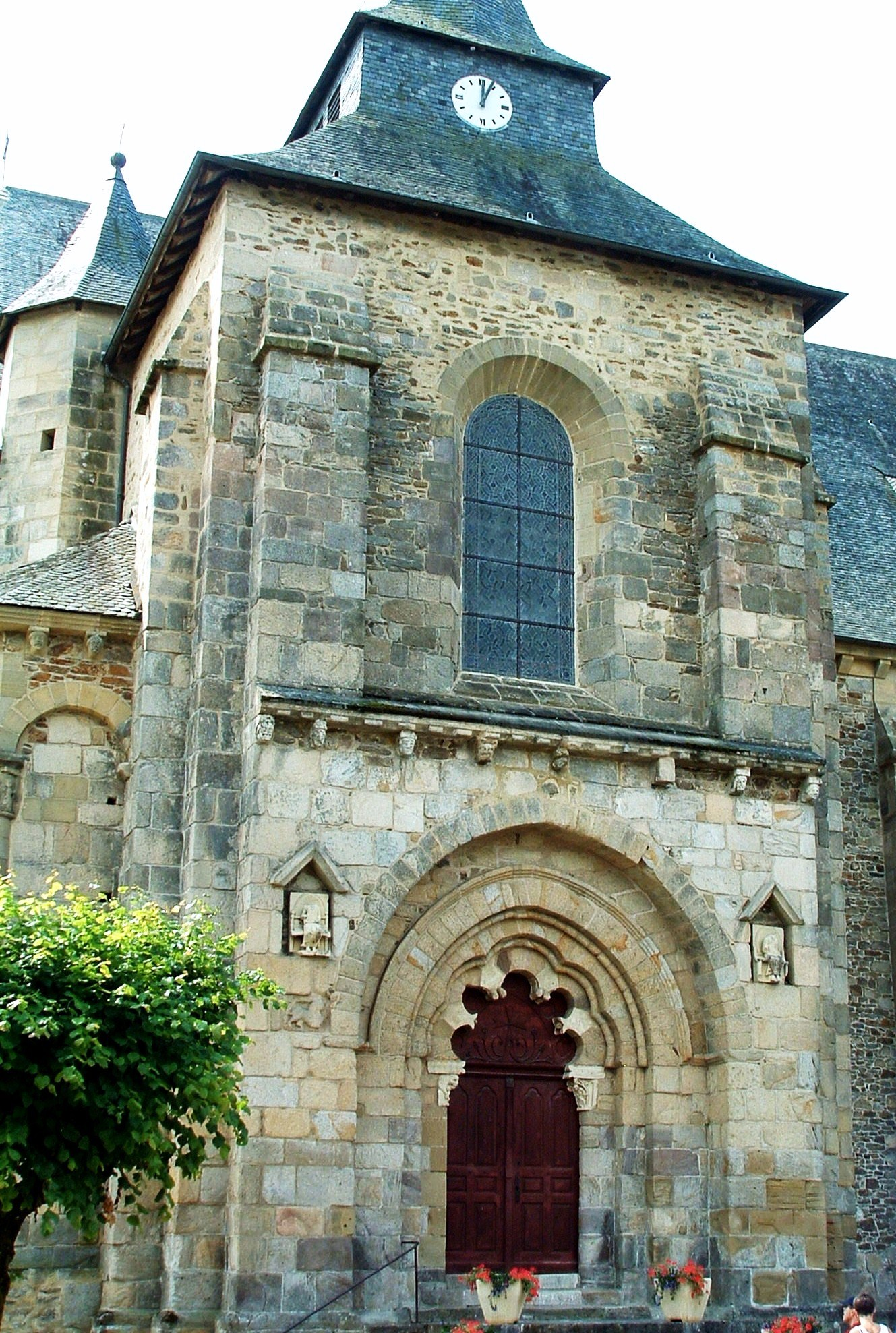
Nordportal
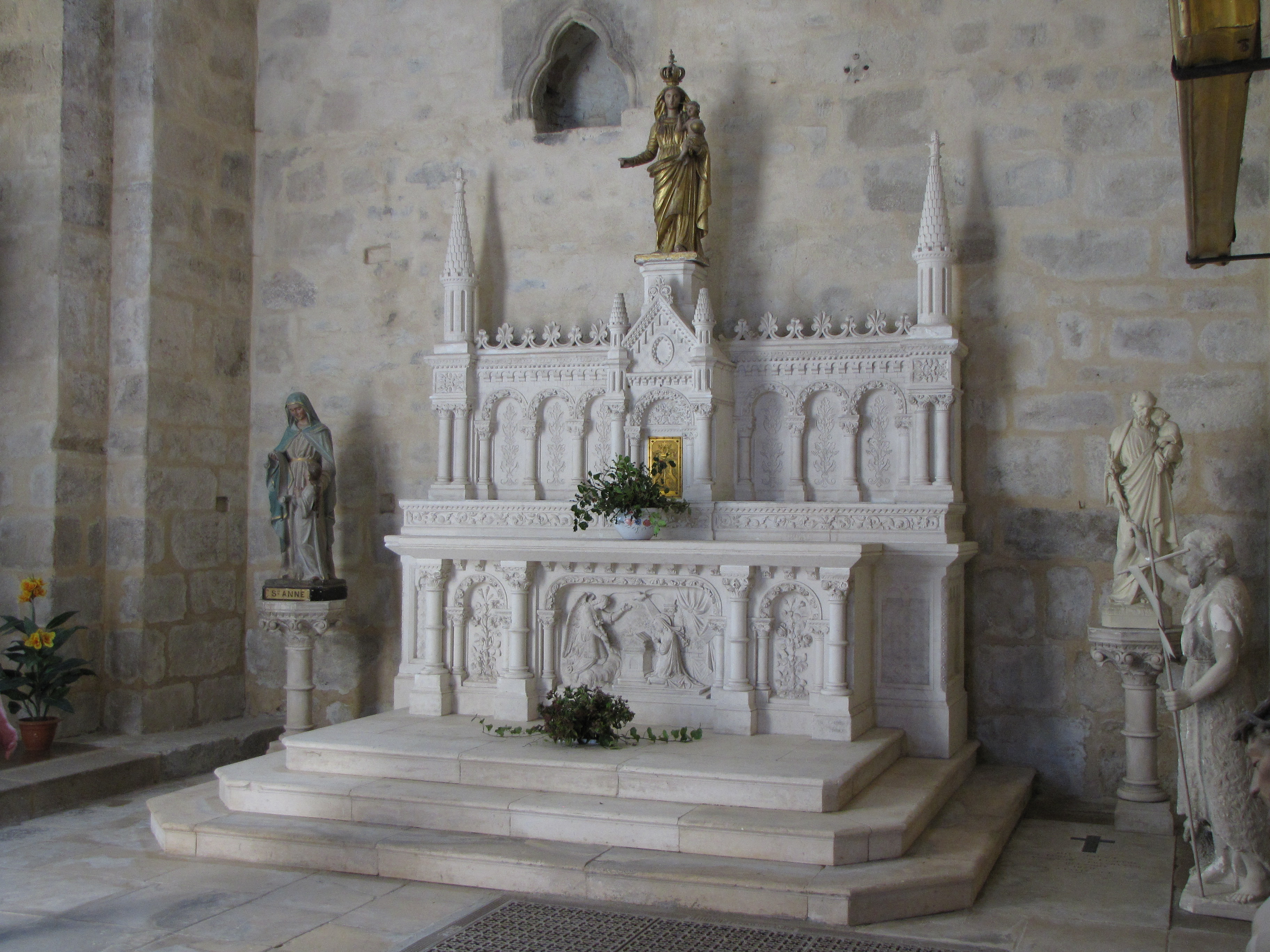
Altar
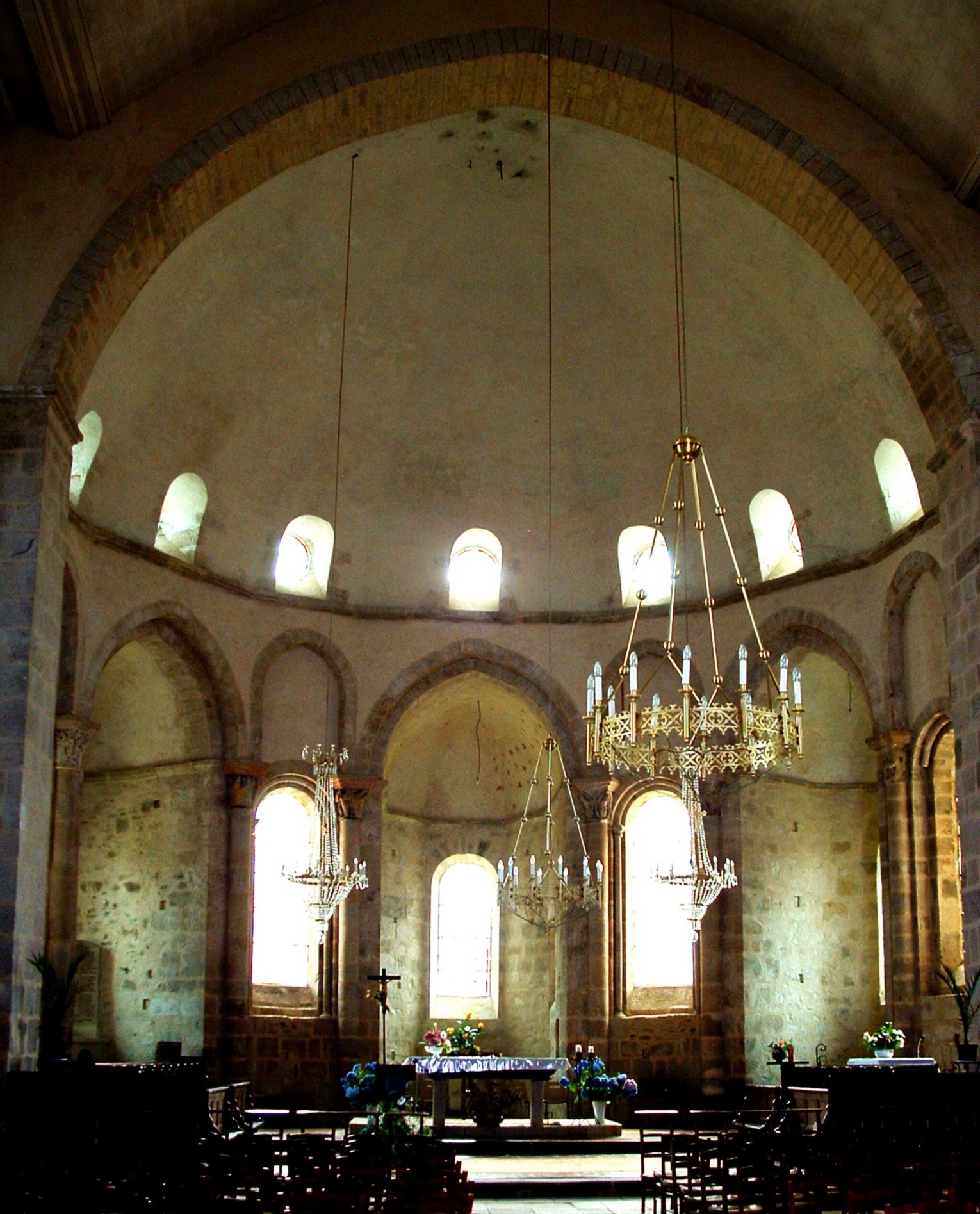
Apsis in der Form einer Jakobsmuschel, ungewöhnlich in der Corrèze

## Verkehr
Vigeois hat eine Bahnstation an der Bahnstrecke Les Aubrais-Orléans–Montauban-Ville-Bourbon, die in diesem Abschnitt am 1. Juli 1893 von der Compagnie du chemin de fer de Paris à Orléans eröffnet wurde. Sie wird heute als Haltepunkt von Zügen des TER Nouvelle-Aquitaine bedient.
Durch Vigeois verlaufen die Departementsstraßen D 3 und D 7. Die nächste Autobahn ist die A 20 mit der etwa fünf Kilometer nordöstlich des Orts gelegenen Anschlussstelle 45 (Les Balladours).

## Persönlichkeiten
- Geoffroy du Breuil († 1184), französischer Geistlicher und Chronist, Abt von Vigeois
- Marcelle Praince (1882–1969), französische Filmschauspielerin, in Vigeois geboren